# Soran Sport Club
O Soran Sport Club é um clube de futebol com sede na cidade de Soran, região do Curdistão, no Iraque. A equipe compete atualmente no Campeonato Iraquiano de Futebol e na Premier League curda.